# Peter Vives
Peter Vives (ur. 14 lipca 1987 roku w Barcelonie) – hiszpański aktor filmowy.

## Wybrana filmografia
- 2013-2014: Krawcowa z Madrytu jako Marcus Logan
- 2006: Dziewczyny Cheetah 2 jako Angel

## Nagrody i nominacje

### Premios Iris
| Rok  | Kategoria       | Serial             | Wynik     |
| ---- | --------------- | ------------------ | --------- |
| 2014 | Najlepszy aktor | Krawcowa z Madrytu | Nominacja |

### Premios Zapping
| Rok  | Kategoria       | Osoba              | Wynik     |
| ---- | --------------- | ------------------ | --------- |
| 2014 | Najlepszy aktor | Krawcowa z Madrytu | Nominacja |